# Earl Scheelar
Earl Scheelar (* 29. Juli 1929 in Tillamook (Oregon); † 28. Juli 2023) war ein US-amerikanischer Jazzmusiker (Klarinette, Kornett, auch Komposition). Scheelar spielte auch Banjo, Sopran- und Altsaxophon, Tuba, Baritonhorn, Fiddle und sang.

## Leben und Wirken
Scheelar unterhielt mehr als ein halbes Jahrhundert lang eine kontinuierliche Reihe klassischer Jazz-Ensembles, Earl’s New Orleans House Jazz Band (1966–72), Funky New Orleans Jazz Band (1972–97) und die Zenith Jazz Band (1f980–2020); seine Zenith Parade Band war zwischen 1989 und 2020 auf Jazzfestivals und Bürgerversammlungen in Nordkalifornien zu hören. Scheelar produzierte 1972 sein eigenes erstes Album, Funky New Orleans Jazz Band featuring Bob Helm. Es war die einzige zeitgenössische Aufnahme, die jemals vom ansonsten historischen Jazz- und Blues-Aufnahmen verpflichteten Label Herwin Records veröffentlicht wurde.
Als Anhänger des klassischen New Orleans-Stils spielte Scheelar auch mit Musikern des Jazz-Revivals in San Francisco wie dem Pianisten Burt Bales. Neben seinen eigenen Gruppen spielte Scheelar hauptsächlich Klarinette in zahlreichen Ensembles in Nordkalifornien, etwa bei Dick Oxtot oder Bob Mielke. Angezogen von der Musik, dem Essen und der Kultur von New Orleans, kaufte er 1989 mit seiner zweiten Frau Alice ein Apartmenthaus im dortigen French Quarter, das sie bis 2005 besaßen. Sie renovierten dort eine Studiowohnung in der Mansarde und blieben dort jedes Jahr mehrere Wochen, oft begleitet von Bob Helm. In New Orleans jammten Scheelar und Helm mit lokalen Musikern und spielten mit Jacques Gauthé bei dessen Auftritten im Meridian Hotel. Scheelar gründete die New Orleans Jazz Educational Foundation, die Musikinstrumente an bedürftige Jugendliche verteilte. Im Bereich des Jazz war er laut Tom Lord zwischen 1971 und 2016 an neun Aufnahmesessions beteiligt, u. a. auch mit P.T. Stantons Stone Age Jazz Band und Ted Shafers Dixieland Syncopators.

## Diskographische Hinweise
- Earl Scheelar Funky New Orleans Jazz Band (GHB, um 1987), mit Bob Helm, Bill Bardin, Bill DeKuiper, George Knoblauch, Frank Tateosian  oder Eliot Kenin, Peter Allen, Don Marchant
- Earl Scheelar's New Zenith Jazz Band, mit Tom Barnebey, Glen Calkins, Pete Main, Virginia Tichenor, Jeff Green, Lisa Gosnick, Jim O’Briant
- Funky Fantasy (1995)